# Kraftpapper
| Kraftpapper |
| --- |
| Kraftpapper som säckpapper. Kanterna (kraftlinern) på wellpapp består av kraftpapper. - Betydelse – starkt papper för emballage - Historik – 1885 (tillverkningsmetoden) 1897 (ordet i svensk skrift) - Produktion – med barrved behandlad enligt sulfatprocessen |

Kraftpapper är beteckningen på ett starkt papper, som används för säckpappet och ytskiktet (kraftliner eller liner) i wellpapp. När sulfatprocessen slog igenom mot slutet av 1800-talet möjliggjorde denna nya, alkaliska tillverkningsmetod att producera ett papper med mycket stark hållfasthet ur ved från barrträd.

## Ursprung och användning
Metoden att tillverka kraftpapper tillkom av misstag. Den uppfanns 1885 av Munksjö efter att man av misstag tömde kokaren innan pappersflisen var färdigkokt. Istället för att slänga det "misslyckade" koket lät man defibrera flisen i en kvarn innan det trots allt kom att bli papper av resultatet. Vad man förvånande nog fick var ett papper som hade en mycket hög styrka.
Den här nya sorts pappersmassan kom därefter, från 1909, att marknadsföras som kraftmassa. Senare övergick man till att benämna produkten som sulfatmassa.
Kraftpapper tillverkas av oblekt sulfatmassa, utan inslag av återvunnen pappersmassa. Barrveden, som används som råvara, har fibrer som är mycket längre och något grövre än lövved. Papperstypen används främst till ytskiktet på wellpapplådor (kraftliner), liksom till papperssäckar.